# Diemeringen
Diemeringen es una localidad y comuna francesa, situada en el departamento del Bajo Rin en la región de Alsacia.
- Datos: Q22392
- Multimedia: Diemeringen / Q22392

1. ↑  Worldpostalcodes.org, código postal n.º 67430.
2. ↑  INSEE, Datos de población para el año 2012 de Diemeringen (en francés).